# Natascha McElhone
Natasha Abigail Taylor (nascido 14 de dezembro de 1971), conhecido profissionalmente como Natascha McElhone, é uma atriz inglesa. Ela é graduada pela London Academy of Music and Dramatic Art.
No cinema, ela é mais conhecida por seus papéis em Ronin (1998), The Truman Show (1998) e Solaris (2002). Na televisão, ela interpretou Karen van der Beek, parceira de longa data de Hank Moody, na série de comédia dramática da Showtime Californication (2007-2014), a primeira-dama Alex Kirkman no drama político da ABC Designated Survivor  (2016 –2017), e Laz Ingram na série de ficção científica Hulu de Beau Willimon, The First (2018).

## Filmografia
| Ano  | Título                 | Papel                   |
| ---- | ---------------------- | ----------------------- |
| 1996 | Surviving Picasso      | Françoise Gilot         |
| 1997 | The Devil's Own        | Megan Doherty           |
| 1997 | Mrs Dalloway           | Young Clarissa Dalloway |
| 1998 | The Truman Show        | Lauren Garland / Sylvia |
| 1998 | What Rats Won't Do     | Kate Beckenham          |
| 1998 | Ronin                  | Deirdre                 |
| 2000 | Love's Labour's Lost   | Lady Rosaline           |
| 2000 | Contaminated Man       | Holly Anderson          |
| 2002 | Laurel Canyon          | Sara                    |
| 2002 | FeardotCom             | Terry Huston            |
| 2002 | Killing Me Softly      | Deborah Tallis          |
| 2002 | City of Ghosts         | Sophie                  |
| 2002 | Solaris                | Rheya Kelvin            |
| 2004 | Ladies in Lavender     | Olga Daniloff           |
| 2005 | Guy X                  | Sgt. Irene Teal         |
| 2006 | Big Nothing            | Penelope Wood           |
| 2008 | The Secret of Moonacre | Loveday de Noir         |
| 2008 | Blessed                | Lou                     |
| 2010 | The Kid                | Gloria                  |
| 2013 | The Sea                | Connie Grace            |
| 2013 | Romeo and Juliet       | Lady Capulet            |
| 2014 | Believe                | Erica Gallagher         |
| 2016 | Mr. Church             | Marie Brooks            |
| 2016 | London Town            | Sandrine Baker          |

| Ano       | Título                     | Papel                     |
| --------- | -------------------------- | ------------------------- |
| 1990      | The Ruth Rendell Mysteries | Helen Blake               |
| 1991      | Bergerac                   | Louise Calder             |
| 1994      | Absolutely Fabulous        | Art Gallery Assistant     |
| 1994      | Minder                     | Vanessa                   |
| 1994      | Cadfael                    | Cecily Corde              |
| 1994      | Screen One                 | Janet                     |
| 1996      | Karaoke                    | Angie                     |
| 1996      | Cold Lazarus               | Angie                     |
| 2003      | The Other Boleyn Girl      | Mary Boleyn               |
| 2005      | Revelations                | Sister Josepha Montafiore |
| 2007      | The Company                | Elizabet Nemeth           |
| 2007–2014 | Californication            | Karen                     |
| 2009      | 10 Minute Tales            | Woman                     |
| 2010      | Thorne: Sleepyhead         | Anne Coburn               |
| 2015      | Saints & Strangers         | Elizabeth Hopkins         |
| 2016–2017 | Designated Survivor        | First Lady Alex Kirkman   |
| 2018      | The First                  | Laz Ingram                |
| 2022–2024 | Halo                       | Dra. Catherine Halsey     |

| Year | Title                          | Role          | Notes |
| ---- | ------------------------------ | ------------- | ----- |
| 2010 | Castlevania: Lords of Shadow   | Marie Belmont |       |
| 2014 | Castlevania: Lords of Shadow 2 | Marie Belmont |       |